# Veřejná sociologie
Veřejná sociologie (anglicky public sociology) je podobor sociologie, který má vytvořit dialog mezi odbornou veřejností, tedy sociology, a různými veřejnostmi na lokální, národní, regionální a globální úrovni. Veřejná sociologie se dá nejlépe chápat jako styl sociologie než jako vědecká metoda, teorie nebo soubor politických hodnot. Od 21. století je tento pojem široce spjat se sociologem Michael Burawoyem z Kalifornské univerzity v Berkeley, který vydal vášnivou výzvu k disciplinárnímu pojetí veřejné sociologie v jeho prezidentském projevu na půdě Americké sociologické asociace (American Sociological Association) (ASA) v roce 2004. Ve svém projevu Burawoy srovnává veřejnou sociologii s tím, co nazývá „profesionální sociologie,“ což je druh sociologie, která je primárně zaměřená k oslovení ostatních akademických sociologů. Veřejná sociologie má naopak za úkol přiblížit sociologii široké veřejnosti a zároveň přinést do sociologie nové nápady a energii.

## Historie
Pojem „veřejná sociologie“ byl poprvé představen Herbertem Gansem v jeho prezidentském projevu, „Sociologie v Americe: Obor a veřejnost“ v Americké sociologické asociaci (ASA). Pro Ganse hlavní příklady veřejných sociologů zahrnují Davida Riesmana, autora Osamělého davu (The Lonely Crowd), a Roberta Bellaha, hlavního autora bestselleru Návyky srdce. V roce 2000 (čtyři roky před Burawoyovým projevem v ASA), sociolog Ben Agger napsal knihu Veřejná sociologie: Od sociálních faktů k formálním aktům, která volala po sociologii zaměřené na hlavní veřejné otázky.
Nicméně, vědec Severozápadní univerzity Aldon Morris tvrdí ve své knize Odepřený učenec: W. E. B. Du Bois a zrození moderní sociologie (The Scholar Denied: W. E. B. Du Bois and the Birth of Modern Sociology) z roku 2015, že W. E. B. Du Bois praktikoval veřejnou sociologii dlouho předtím, než byl tento pojem zaveden v hlavním proudu odborné sociologie, a že vědecký rasismus zabránil uznání Du Boisoých příspěvků po téměř jedno století. Morris tvrdí, že Du Bois vybudoval první skutečný vědecký obor sociologie během svého působení na Atlantské univerzitě, kde předstihl „vědeckou revoluci“ Chicagské školy (které je často přičítána přeměna sociologie v důkladnou, empirickou společenskou vědu). Pro Du Boise, byl masivní empiricko-sociologický výzkum nezbytný, pro vyjmutí amerických černochů z tyranie a útisku zabudovaných do rasistické struktury americké společnosti. Prostřednictvím důkladného induktivního výzkumu Du Bois usiloval o rozebrání a delegitimizování sociálního darwinismu, který vysvětloval rasovou nerovnost politickým a kulturním deficitem, což nebylo podloženo empirickými důkazy, ale založeno hlavně na deduktivním výkladu, který neměl žádnou oporu ve vědecké analýze.
Du Bois a jeho kolegové využili vědecké metody a masivního empirického dotazování k proměně sociologie do skutečné společenské vědy oddané empirickému výzkumu, která využívá své poznatky k osvobození amerických černochů od rasového útlaku a k jejich posílení a zrovnoprávnění. Tedy dlouho předtím, než Gans nebo Burawoy začali vyzdvihovat výhody veřejné sociologie, Du Bois byl dlouho přehlížen veřejností navzdory svému, do té doby nevídanému, vědeckému výzkumu.

## Rozdělení sociologie podle Burawoye
Sociologie se má vztahovat, jak k odborné veřejnosti, tak i k obyčejným lidem. Dle Burawoye jsou pro sociologii zásadní dvě otázky. Ke komu vlastně mluvíme? To znamená, zda mluvíme sami k sobě nebo k druhým lidem. A z jakého důvodu mluvíme k lidem? Při odpovědi na druhou otázku se Burawoy odvolává na Maxe Webera. Weber se obával, že lidé začínají svá rozhodnutích řídit pouze ekonomickým uvažováním. Prosazoval diskuzi o již zavedených hodnotách, nehodlal se spokojit s již zavedenými pojmy. Tato diskuze mezi instrumentálním a reflexivním věděním, byla přítomna i v kritické teorii.
Burawoy vymezuje čtyři typy sociologie. První dva jsou založené na principu instrumentálního vědění, pracují tedy se zavedenými pojmy, nezpochybňují jejich hodnoty a slouží hlavně odborné veřejnosti.
- Profesní sociologie – sociologové v ní pracují v určitém výzkumném rámci a nezpochybňují jeho předpoklady, neproblematizují to, co dělají.[3]
- Sociologie veřejné politiky – sociologové se zabývají problémy, které jim definují klienti. Hledají řešení konkrétního problému a nezabývají se hodnotami, či zadanými pojmy.[3]

Zbylé dva typy sociologie jsou rozdílné. Při práci s nimi je využíváno reflexivní vědění, které požaduje diskuzi o zavedených pojmech, hodnotových základech a použité metodologii.
- Kritická sociologie – vytváří diskuze o hodnotových základech, teoretických postulátech a výzkumných rámcích. Příkladem kritických sociologů jsou americký sociolog Charles Wright Millis a Alvin Gouldner.[3]
- Veřejná sociologie – rozvíjení dialogu o hodnotách, směrech a cílech sociologie. Dialog probíhá s různými veřejnostmi.[3]

Důležité je, že tyto druhy sociologie mezi sebou spolupracují a jedna bez druhé by byly neúplné. Sociologie, která je nyní považována za kritickou, se za pár let může stát sociologií profesní a naopak. Zapojení veřejnosti do sociologie je důležité pro utváření nových nápadů a idejí.

## Pojem veřejná sociologie
Veřejná sociologie se snaží dosáhnout dialogu mezi sociology a veřejností, jejím cílem je otevřený dialog, v němž mohou obě strany dosáhnout nových poznatků. „Veřejná sociologie pracuje s pojmy a představami o charakteru společnosti a způsobech uvažování o propojení soukromých problémů a veřejných záležitostí, pracuje tedy s akademickými koncepty.” Snaží se propojit uvažování odborné a veřejné. Tímto krokem činí sociologii odpovědnou vůči veřejnosti. Existují dvě dimenze veřejné sociologie. Organická a tradiční sociologie. Liší se způsoby, jakými propojují sociology a veřejnost.
- Organická veřejná sociologie – Jedná se o přímý kontakt s veřejností. Jeho vztah s veřejností je nezprostředkovaný. Je tedy v přímé diskuzi s veřejností.[1]

- Tradiční veřejná sociologie –  Má za úkol informovat veřejnost. Jejími prostředky jsou články v novinách, časopisech, mohou to být i videa a příspěvky na sociálních sítích. V diskuzi tradičního veřejného sociologa s veřejností nejde o přímý kontakt, ale o kontakt zprostředkovaný.[1]

Burawoy a další obhájci veřejné sociologie vedou tuto disciplínu k tomu, aby se zabývala otázkami, které jsou důležité z hlediska veřejného a politického zájmu. To zahrnuje debaty o veřejné politice, politickém aktivismu, účelech sociálních hnutích a institucích občanské společnosti. Pokud by byla veřejné sociologie považována za „hnutí“ uvnitř oboru, je to hnutí, které si klade za cíl oživit obor sociologie využitím svých empirických metod a teoretických poznatků, za cílem přispět k debatám nejen o tom, co je nebo co bylo ve společnosti, ale o tom, co by společnost mohla ještě být. Tudíž mnoho verzí veřejné sociologie mělo nepopiratelně normativní a politický charakter – fakt, který vedl značný počet sociologů k tomu, aby tomuto přístupu začali oponovat.

## Kritika
Pojem veřejná sociologie a zejména její výklad Michaela Burawoye nebyl pozitivně přijat sociology na akademické půdě. V roce 2004 v souvislosti s předsednictvím Michaela Burawoye v Americké sociologické asociaci (American Sociological Association) (ASA) se toto téma dostalo do popředí a bylo intenzivně diskutováno mezi sociology, na webu i v různých sociologických časopisech. Burawoyovo vlastní pojetí veřejné sociologie bylo kritizováno tzv. kritickými filozofy i zástupci akademické sociologie. Diskuzi o veřejné sociologii byl věnován prostor v mnoha odborných časopisech jako Social Problems, Social Forces, Critical Sociology a The British Journal of Sociology. Veřejná sociologie musela čelit kritice jak ohledně svého myšlenkového základu tak i svých cílů. Její kritici tvrdí, že je založena na chybném předpokladu konsensu v sociologické komunitě. Argumentuje tím, že značně přeceňuje jednotnost morálního a politického jednání sociologů. Zpochybňují možnost a vhodnost takové morální dohody a poukazují na to, že téměř každý společenský problém zahrnuje morální dilemata, nikoli morální jasnost. Co je či není, téměř nikdy není jednoznačné. Další kritika vychází z neakademických základů a nekritického a idealistického vnímání veřejného prostoru. Jarret Thibodeaux z kalifornské univerzity tvrdí, že veřejná sociologie spoléhá na dialektiku uni lineárního vývoje sociálních změn, která je však v současné době považována za zastaralou. Pokud by Burawoy zvažoval teorii multi lineárního vývoje jeho teorie by selhala hned z několika důvodů a to, že neexistuje žádné objektivní kritérium pro posuzování různých cílů, odmítnutí jednoho cíle nemusí nutně vést k cíli jinému. Kritizuje, že cíl udržuje svou důležitost na úkor různých alternativ. Hlasy kritiky přichází z řad odborníků, kteří se domnívají, že program veřejné politiky by mohl sociologii příliš politizovat a tak ohrozit její legitimnost ve veřejném dialogu. Tvrdí, že cíl vybudování spolehlivé faktografie o společnosti je v podstatě neslučitelný s cíli veřejné sociologie. Má obavu o ztrátu nadhledu, teoretičnosti a objektivity. Věří, že profesionální sociologie je s veřejnou sociologií propojena a že veřejná sociologie může stát v cestě profesionální sociologie.
Ostrým kritikem veřejné sociologie byl také Mathieu Deflem z Univerzity Jižní Karolíny. Tento odborník zastává názor, že by sociologie měla být veřejná ale pouze ve sféře akademického bádání nikoli politického aktivismu. Snahy veřejné sociologie by mohly zúžit sociologickou disciplínu na aktivisty sociologie. V protikladu k veřejné sociologii Deflem založil webovou stránku Savesociology.org.